# Видам (река)
Видам (енгл. River Witham) је река у Уједињеном Краљевству, у Енглеској. Дуга је 132 km. Протиче кроз Лестершир и Линколншир. Улива се у залив Вош, односно Северно море. 